# Staten Island (película de 2009)
Staten Island, también conocida como Litle New York en algunos países, es una película franco-estadounidense de crimen de 2009 escrita y dirigida por James DeMonaco. Los personajes principales de la historia están interpretados por los actores Ethan Hawke, Vincent D'Onofrio y Seymour Cassel, cuyas vidas se cruzan por un crimen. La trama se desarrolla en Staten Island, el quinto distrito metropolitano del Estado de Nueva York. 
En diciembre de 2009 fue lanzada en DVD y en Blu-ray en Nueva York. Mientras que, el estreno en Buenos Aires y otras ciudades de Latinoamérica fue el 25 de agosto de 2010.

## Sinopsis
Un jefe de la mafia de Staten Island, Parmie Tarzo (Vincent D'Onofrio) fue robado por el limpiador de fosa séptica, Sully Halvenson (Ethan Hawke) para poder pagarle a su esposa, Mary (Julianne Nicholson) un tratamiento para quedar embarazada. Uno de sus amigos, Jasper Sabiano (Seymour Cassel) es un anciano, empleado de fiambrería sordo, a quien Parmie le entrega cadáveres para descuartizarlos y hacerlos desaparecer.

## Reparto
- Ethan Hawke como Sully Halveson.
- Vincent D'Onofrio como Parmie Tarzo.
- Seymour Cassel como Jasper Sabiano.
- Julianne Nicholson como Mary Halverson.
- Jeremy Schwartz como Eddie DiGuillo.
- David Vadim
- Steven Randazzo como Franco.
- Dominic Fumusa como Giammarino.
- John Sharian como Tarquinio.
- Rosemary DeAngelis como Gianina Tarzo.
- Michael Hogan como Bill Quinlan.
- Sara Surrey como Marie Cacioppo.
- Lynn Cohen como Dr. Lefkovich.
- Adrián Martínez como Oficial Rodríguez.
- Ezra Schwerner como Sullivan.

## Recepción y crítica
La película recibió, en promedio, críticas de todo tipo. El crítico de New York Times calificó al director DeMonaco como:

De la violencia con habilidad tejedora, la absurdidad y el sentimiento, aún un conocimiento ambiental, en una fábula modesta, atractiva
Andy Webster, New York Times

Mientras el revisor de The New York Daily News lo culpó de: 

Gastar un molde fuerte en papeles tontos
E.W., The New York Daily News